# CMLL Show Aniversario
El CMLL Show Aniversario es el evento de lucha libre profesional anual más grande promovido por la promoción profesional mexicana de lucha libre, el Consejo Mundial de Lucha Libre (CMLL). Se celebra en septiembre de cada año y conmemora que en septiembre de 1933 Salvador Lutteroth creara el CMLL, entonces conocido como Empresa Mexicana de Lucha Libre (EMLL). Desde que Lutteroth construyó la Arena México en la Ciudad de México, ésta ha sido la sede del CMLL y el anfitrión de todos los espectáculos de aniversario celebrados desde entonces. 
El primer espectáculo se llevó a cabo en 1934 y desde entonces se han realizado cien espectáculos, por lo que es el evento anual de lucha libre más antiguo de la historia y hace que el CMLL sea la promoción de lucha más antigua que existe.

## Historia
Un año después del primer show de EMLL, Lutteroth celebró el "1° Aniversario Show" el 21 de septiembre de 1934 y desde entonces el show de aniversario se ha celebrado cada viernes a mediados o finales de septiembre como el "show más grande" del año de EMLL/CMLL. El espectáculo de aniversario siempre se ha celebrado en la Ciudad de México, la ciudad natal de EMLL / CMLL, y se celebró en Arena México desde 1955 cuando fue construido. Cuando EMLL cambió su nombre a Consejo Mundial de Lucha Libre en 1990, los eventos se conocieron como "CMLL Anniversary Shows" pero mantuvieron la numeración ya que era la misma organización, simplemente "renombrada". CMLL promueve el evento como el "Aniversario de la Lucha en México" y no solo el aniversario de la promoción, pero es más una declaración promocional que la verdad. Varios promotores llevaron a cabo shows de lucha en México desde principios de la década de 1920, pero Lutteroth fue el primero en llevar a cabo una promoción organizada a gran escala y pronto se convirtió en la promoción dominante.
El programa a menudo presenta combates de "Lucha de Apuestas" de alto perfil donde los competidores "apuestan" su máscara o cabellera; el evento principal de al menos 29 shows de aniversario ha sido un partido de Apuesta , incluidos los últimos nueve seguidos. Los shows de Aniversario han visto la pérdida de máscaras de alto perfil de luchadores como Mano Negra , Cien Caras , Universo 2000 , Guerrero Negro , Pantera Azul , Volador Jr. y Último Guerrero . Una gran cantidad de luchadores perdieron su cabello en el show de aniversario, siendo el más reciente Negro Casas afeitado calvo luego de perder una Apuesta contra Místico en el "76° Aniversario Show". El aniversario muestra a menudo "apariciones especiales" de reconocidos luchadores de los Estados Unidos, Canadá o Japón.

## Fechas y lugares de CMLL Show Aniversario
No hubo evento del 52.º Aniversario debido a un terremoto que azotó la Ciudad de México un día antes de que sonara la campana del 20 de septiembre de 1985 .
| Evento                     | Fecha                    | Estadio          | Lugar        | Evento principal |
| -------------------------- | ------------------------ | ---------------- | ------------ | --- |
| EMLL 1st Anniversary Show  | 21 de septiembre de 1934 | Ciudad de México | Arena México | Stephan Berne vs. Ray Ryan |
| EMLL 2nd Anniversary Show  | 26 de septiembre de 1935 | Ciudad de México | Arena México | Carlos Meza vs. Sammy Levine |
| EMLL 3rd Anniversary Show  | 27 de septiembre de 1936 | Ciudad de México | Arena México | Zimba Parka vs. Tuffy Klein |
| EMLL 4th Anniversary Show  | 23 de septiembre de 1937 | Ciudad de México | Arena México | Jack O'Brien vs. Joe Maynes |
| EMLL 5th Anniversary Show  | Septiembre de 1938       | Ciudad de México | Arena México | Tarzán López vs. Don Hill |
| EMLL 6th Anniversary Show  | 21 de septiembre de 1939 | Ciudad de México | Arena México | Bob Arreola vs. Cíclon Veloz |
| EMLL 7th Anniversary Show  | Septiembre de 1940       | Ciudad de México | Arena México | Tarzán López vs. John Nemenic |
| EMLL 8th Anniversary Show  | 25 de septiembre de 1941 | Ciudad de México | Arena México | Mike London vs. Gorilla Ramos |
| EMLL 9th Anniversary Show  | 25 de septiembre de 1942 | Ciudad de México | Arena México | Lobo Negro y Tarzan Lopez vs. El Santo y Charro Aguayo                                                                             |
| EMLL 10th Anniversary Show | 24 de septiembre de 1943 | Ciudad de México | Arena México | El Santo vs. Bobby Bonales |
| EMLL 11th Anniversary Show | Septiembre de 1944       | Ciudad de México | Arena México | Tarzan Lopez vs. Mike Kelley |
| EMLL 12th Anniversary Show | Septiembre de 1945       | Ciudad de México | Arena México | N/A |
| EMLL 13th Anniversary Show | Septiembre de 1946       | Ciudad de México | Arena México | N/A |
| EMLL 14th Anniversary Show | Septiembre de 1947       | Ciudad de México | Arena México | N/A |
| EMLL 15th Anniversary Show | 22 de septiembre de 1948 | Ciudad de México | Arena México | N/A |
| EMLL 16th Anniversary Show | Septiembre de 1949       | Ciudad de México | Arena México | N/A |
| EMLL 17th Anniversary Show | Septiembre de 1950       | Ciudad de México | Arena México | N/A |
| EMLL 18th Anniversary Show | 24 de septiembre de 1951 | Ciudad de México | Arena México | [Sugi Sito vs. Enrique Llanes |
| EMLL 19th Anniversary Show | 18 de septiembre de 1952 | Ciudad de México | Arena México | Cavernario Galindo vs. Gory Guerrero                                                                                               |
| EMLL 20th Anniversary Show | 25 de septiembre de 1953 | Ciudad de México | Arena México | Blue Demon vs. El Santo |
| EMLL 21st Anniversary Show | 24 de septiembre de 1954 | Ciudad de México | Arena México | Cavernario Galindo vs. Gory Guerrero                                                                                               |
| EMLL 22nd Anniversary Show | 16 de septiembre de 1955 | Ciudad de México | Arena México | Cavernario Galindo vs. Halcón Negro                                                                                                |
| EMLL 23rd Anniversary Show | Septiembre de 1956       | Ciudad de México | Arena México | El Santo vs. El Gladiador |
| EMLL 24th Anniversary Show | Septiembre de 1957       | Ciudad de México | Arena México | N/A |
| EMLL 25th Anniversary Show | Septiembre de 1958       | Ciudad de México | Arena México | N/A |
| EMLL 26th Anniversary Show | Septiembre de 1959       | Ciudad de México | Arena México | N/A |
| EMLL 27th Anniversary Show | 27 de septiembre de 1960 | Ciudad de México | Arena México | Ray Mendoza vs. Rubén Juárez |
| EMLL 28th Anniversary Show | Septiembre de 1961       | Ciudad de México | Arena México | El Santo vs. Rene Guajardo |
| EMLL 29th Anniversary Show | Septiembre de 1962       | Ciudad de México | Arena México | N/A |
| EMLL 30th Anniversary Show | Septiembre de 1963       | Ciudad de México | Arena México | Espanto I vs. Rubén Juárez |
| EMLL 31st Anniversary Show | Septiembre de 1964       | Ciudad de México | Arena México | N/A |
| EMLL 32nd Anniversary Show | 24 de septiembre de 1965 | Ciudad de México | Arena México | Huracán Ramírez vs. Karloff Lagarde                                                                                                |
| EMLL 33rd Anniversary Show | Septiembre de 1966       | Ciudad de México | Arena México | N/A |
| EMLL 34th Anniversary Show | Septiembre de 1967       | Ciudad de México | Arena México | N/A |
| EMLL 35th Anniversary Show | Septiembre de 1968       | Ciudad de México | Arena México | El Santo y Ray Mendoza vs. Ángel Blanco y Dr. Wagner)                                                                              |
| EMLL 36th Anniversary Show | Septiembre de 1969       | Ciudad de México | Arena México | El Solitario vs. El Santo |
| EMLL 37th Anniversary Show | Septiembre de 1970       | Ciudad de México | Arena México | N/A |
| EMLL 38th Anniversary Show | Septiembre de 1971       | Ciudad de México | Arena México | N/A |
| EMLL 39th Anniversary Show | Septiembre de 1972       | Ciudad de México | Arena México | N/A |
| 40° Aniversario Show       | 21 de septiembre de 1973 | Ciudad de México | Arena México | Ray Mendoza y Ringo Mendoza vs. Angel Blanco y Kim Chul Won                                                                        |
| 41° Aniversario Show       | 20 de septiembre de 1974 | Ciudad de México | Arena México | Dr. Wagner Vs. El Halcón |
| 42° Aniversario Show       | 26 de septiembre de 1975 | Ciudad de México | Arena México | N/A |
| 43° Aniversario Show       | 24 de septiembre de 1976 | Ciudad de México | Arena México | El Faraón vs. Perro Aguayo |
| 44° Aniversario Show       | 23 de septiembre de 1977 | Ciudad de México | Arena México | Alfonso Dantés vs. El Faraón |
| 45° Aniversario Show       | Septiembre de 1978       | Ciudad de México | Arena México | N/A |
| 46° Aniversario Show       | 21 de septiembre de 1979 | Ciudad de México | Arena México | Gran Cochisse vs. Américo Rocca |
| 47° Aniversario Show       | 26 de septiembre de 1980 | Ciudad de México | Arena México | El Vengador vs. Manuel Robles |
| 48° Aniversario Show       | 18 de septiembre de 1981 | Ciudad de México | Arena México | Halcón Ortiz vs. Herodes |
| 49° Aniversario Show       | 17 de septiembre de 1982 | Ciudad de México | Arena México | Perro Aguayo vs. Tony Salazar |
| 50° Aniversario Show       | 23 de septiembre de 1983 | Ciudad de México | Arena México | Sangre Chicana vs. MS-1 |
| 51° Aniversario Show       | 21 de septiembre de 1984 | Ciudad de México | Arena México | Atlantis vs. Talismán |
| 52° Aniversario Show       | 20 de septiembre de 1985 | N/A              | N/A          | El 19 de septiembre de 1985, la Ciudad de México ocurrió un terremoto de 8.1 y el evento fue cancelado.                            |
| 53° Aniversario Show       | 19 de septiembre de 1986 | Ciudad de México | Arena México | Américo Rocca, Tony Salazar y Ringo Mendoza vs. El Signo, Negro Navarro y El Texano)                                               |
| 54° Aniversario Show       | 18 de septiembre de 1987 | Ciudad de México | Arena México | MS-1 y Satánico vs. Ray Mendoza y Kung Fu                                                                                          |
| 55° Aniversario Show       | 30 de septiembre de 1988 | Ciudad de México | Arena México | Fabuloso Blondy vs. Lizmark |
| 56° Aniversario Show       | 22 de septiembre de 1989 | Ciudad de México | Arena México | Atlantis y El Satánico vs. MS-1 y Tierra Viento y Fuego                                                                            |
| 57° Aniversario Show       | 21 de septiembre de 1990 | Ciudad de México | Arena México | Rayo de Jalisco Jr. vs Cien Caras                                                                                                  |
| 58° Aniversario Show       | 8 de septiembre de 1991  | Ciudad de México | Arena México | Konnan vs. Cien Casas vs. Perro Aguayo                                                                                             |
| 50° Aniversario Show       | 18 de septiembre de 1992 | Ciudad de México | Arena México | The Great Kabuki, La Fiera y Pierroth Jr. vs. Rayo de Jalisco Jr., Atlantis y King Haku                                            |
| 60° Aniversario Show       | 1 de octubre de 1993     | Ciudad de México | Arena México | Atlantis vs. Mano Negra |
| 61° Aniversario Show       | 30 de septiembre de 1994 | Ciudad de México | Arena México | Ricky Santana vs. El Texano |
| 62° Aniversario Show       | 22 de septiembre de 1995 | Ciudad de México | Arena México | Miguel Perez, Jr. vs. Silver King                                                                                                  |
| 63° Aniversario Show       | 20 de septiembre de 1996 | Ciudad de México | Arena México | Rayo de Jalisco Jr. vs. Gran Markus Jr.                                                                                            |
| 64° Aniversario Show       | 19 de septiembre de 1997 | Ciudad de México | Arena México | El Hijo del Santo vs. Negro Casas                                                                                                  |
| 65° Aniversario Show       | 18 de septiembre de 1998 | Ciudad de México | Arena México | Cien Caras, Máscara Año 2000 y Emilio Charles, Jr. vs. Kevin Quinn, El Boricua y Miguel Perez, Jr.                                 |
| 66° Aniversario Show       | 24 de septiembre de 1999 | Ciudad de México | Arena México | Mr. Niebla vs. Shocker |
| 67° Aniversario Show       | 29 de septiembre de 2000 | Ciudad de México | Arena México | Dr. Wagner Jr. vs. Negro Casas |
| 68° Aniversario Show       | 28 de septiembre de 2001 | Ciudad de México | Arena México | Infernales vs. Infernales |
| 69° Aniversario Show       | 13 de septiembre de 2002 | Ciudad de México | Arena México | Negro Casas vs. Tarzan Boy |
| 70° Aniversario Show       | 19 de septiembre de 2003 | Ciudad de México | Arena México | Shocker vs. Tarzan Boy |
| 71° Aniversario Show       | 17 de septiembre de 2004 | Ciudad de México | Arena México | Universo 2000 vs. Canek vs. Rayo de Jalisco Jr. Vs. Dr. Wagner Jr.                                                                 |
| 72° Aniversario Show       | 16 de septiembre de 2005 | Ciudad de México | Arena México | Héctor Garza vs. Perro Aguayo Jr. vs. Universo 2000                                                                                |
| 73° Aniversario Show       | 29 de septiembre de 2006 | Ciudad de México | Arena México | Místico vs. Black Warrior |
| 74° Aniversario Show       | 28 de septiembre de 2007 | Ciudad de México | Arena México | Eight-man Infierno en en Ring cage match                                                                                           |
| 75° Aniversario Show       | 19 de septiembre de 2008 | Ciudad de México | Arena México | Blue Panther vs. Villano V |
| 76° Aniversario Show       | 18 de septiembre de 2009 | Ciudad de México | Arena México | Místico vs. Negro Casas |
| 77° Aniversario Show       | 3 de septiembre de 2010  | Ciudad de México | Arena México | Fourteen-man Infierno en en Ring cage match                                                                                        |
| 78° Aniversario Show       | 30 de septiembre de 2011 | Ciudad de México | Arena México | Ten-man Infierno en en Ring cage match                                                                                             |
| 79° Aniversario Show       | 14 de septiembre de 2012 | Ciudad de México | Arena México | Rush vs. El Terrible |
| 80° Aniversario Show       | 13 de septiembre de 2013 | Ciudad de México | Arena México | La Sombra vs. Volador Jr. |
| 81° Aniversario Show       | 19 de septiembre de 2014 | Ciudad de México | Arena México | Atlantis vs. Último Guerrero |
| 82° Aniversario Show       | 18 de septiembre de 2015 | Ciudad de México | Arena México | Atlantis vs. La Sombra |
| 83° Aniversario Show       | 2 de septiembre de 2016  | Ciudad de México | Arena México | Dragón Lee vs. La Máscara |
| 84° Aniversario Show       | 16 de septiembre de 2017 | Ciudad de México | Arena México | Niebla Roja vs Gran Guerrero |
| 85° Aniversario Show       | 14 de septiembre de 2018 | Ciudad de México | Arena México | Bárbaro Cavernario y Rush vs Matt Taven y Volador Jr.                                                                              |
| 86° Aniversario Show       | 27 de septiembre de 2019 | Ciudad de México | Arena México | Bárbaro Cavernario vs. Big Daddy vs. Ciber the Main Man vs. Gilbert el Boricua vs. Negro Casas vs. Último Guerrero vs. Volador Jr. |
| 87° Aniversario Show       | 25 de septiembre de 2020 | Ciudad de México | Arena México | Carístico y Místico vs. Espíritu Negro y Rey Cometa                                                                                |
| 88° Aniversario Show       | 24 de septiembre de 2021 | Ciudad de México | Arena México | Lluvia y La Jarochita vs Dark Silueta y Reina Isis                                                                                 |
| CMLL 89° Aniversario       | 16 de septiembre de 2022 | Ciudad de México | Arena México | Atlantis Jr. vs Stuka Jr. |
| CMLL 90° Aniversario       | 16 de septiembre de 2023 | Ciudad de México | Arena México | Templario vs Dragón Rojo, Jr. |
| CMLL 91° Aniversario       | 13 de septiembre de 2024 | Ciudad de México | Arena México | Místico vs Chris Jericho |